# Deer Lake (Pennsylvanie)
Pour les articles homonymes, voir Deer Lake.
Deer Lake est un borough situé au centre-est du comté de Schuylkill, en Pennsylvanie, aux États-Unis,. En 2010, il comptait une population de 687 habitants. Il est incorporé le 1er juin 1939. C'est à Deer Lake, que se trouvait le camp d'entraînement (en) de Muhammad Ali. Celui-ci a été rouvert en 2016, pour préserver la mémoire du boxeur.

## Démographie
Lors du recensement de 2010, le borough comptait une population de 687 habitants. Elle est estimée, en 2019, à 661 habitants.

### Source de la traduction
- (en) Cet article est partiellement ou en totalité issu de l’article de Wikipédia en anglais intitulé « Deer Lake, Pennsylvania » (voir la liste des auteurs).